# انتخابات مجلس الأمن التابع للأمم المتحدة 1963
أجريت انتخابات مجلس الأمن التابع للأمم المتحدة لعام 1963 في 18 أكتوبر و30 أكتوبر و1 نوفمبر خلال الدورة الثامنة عشرة للجمعية العامة للأمم المتحدة، التي عقدت في مقر الأمم المتحدة في مدينة نيويورك. انتخبت الجمعية العامة ثلاثة أعضاء من خلال التشاور مع الرئيس، كأعضاء غير دائمين في مجلس الأمن التابع للأمم المتحدة لمدة عامين تبدأ في 1 يناير 1964.

## القواعد
يتألف مجلس الأمن من أحد عشر مقعدا، يشغلها خمسة أعضاء دائمين وستة أعضاء غير دائمين. وفي كل عام، يتم انتخاب نصف الأعضاء غير الدائمين لمدة عامين.   ولا يجوز للعضو الحالي أن يترشح على الفور لإعادة انتخابه.  ويجب أن يحصل المرشحون على أغلبية الثلثين المطلوبة ليتم انتخابهم لعضوية مجلس الأمن التابع للأمم المتحدة. 

## النتيجة
في هذا الوقت، كان عدد الدول الأعضاء في الأمم المتحدة 113 دولة.  وكانت هناك ثلاثة مقاعد مفتوحة، مع انسحاب الفلبين وغانا وفنزويلا. فرز كل من السيد داشتسيرين (منغوليا) والسيد لينش شيلون (سيراليون) الأصوات. وكان الاقتراع الأول غير مقيد، حيث شارك سبعة مرشحين لثلاثة مقاعد. تم انتخاب ساحل العاج وبوليفيا لشغل مقعدين دائمين، وانتقلت تشيكوسلوفاكيا وماليزيا إلى جولة ثانية مقيدة. وبعد ثلاث عمليات اقتراع غير حاسمة، عاد المجلس إلى الاقتراع غير المقيد. ونظرًا لعدم حصول أي دولة على الأغلبية، تم تعليق الانتخابات ليوم آخر.  انعقدت الجمعية العامة مرة أخرى في 25 أكتوبر 1963، وأجرت خمس اقتراعات أخرى، ومرة أخرى في 1 نوفمبر، عندما تم انتخاب عضو ثالث.  
| الدولة         | الجولة الأولى | الجولة الثانية | الجولة الثالثة | الجولة الرابعة | الجولة الخامسة | الجولة السادسة | الجولة السابعة | الجولة الثامنة | الجولة التاسعة | الجولة العاشرة | الجولة الحادية عشر | الجولة الثانية عشر |
| -------------- | ------------- | -------------- | -------------- | -------------- | -------------- | -------------- | -------------- | -------------- | -------------- | -------------- | ------------------ | ------------------ |
| ساحل العاج     | 92            | —              | —              | —              | —              | —              | —              | —              | —              | —              | —                  | —                  |
| بوليفيا        | 86            | —              | —              | —              | —              | —              | —              | —              | —              | —              | —                  | —                  |
| تشيكوسلوفاكيا  | 63            | 55             | 55             | 54             | 56             | 56             | 58             | 56             | 56             | 58             | 56                 | 89                 |
| ماليزيا        | 56            | 52             | 52             | 54             | 51             | 55             | 52             | 54             | 54             | 51             | 53                 | 10                 |
| إندونيسيا      | 1             | —              | —              | —              | —              | —              | —              | —              | —              | —              | —                  | —                  |
| لبنان          | 1             | —              | —              | —              | 1              | —              | —              | —              | —              | —              | —                  | —                  |
| نيجيريا        | 1             | —              | —              | —              | —              | —              | —              | —              | —              | —              | —                  | —                  |
| كمبوديا        | —             | —              | —              | —              | 1              | —              | —              | —              | —              | —              | —                  | —                  |
| هندوراس        | —             | —              | —              | —              | —              | —              | —              | —              | —              | —              | 1                  | —                  |
| أوراق الاقتراع | 109           | 109            | 109            | 110            | 110            | 111            | 110            | 110            | 110            | 109            | 110                | 102                |
| ممتنعون        | 1             | 2              | 2              | 2              | 1              | 0              | 0              | 0              | 0              | 0              | 0                  | 3                  |
| الأصوات        | 108           | 107            | 107            | 108            | 109            | 111            | 110            | 110            | 110            | 109            | 110                | 99                 |

## روابط خارجية
- وثيقة الأمم المتحدة A/59/881 مذكرة شفوية من البعثة الدائمة لكوستاريكا تحتوي على سجل لانتخابات مجلس الأمن حتى عام 2004